# Рекс, Карл Август фон
Граф (с 1741/42) Карл Август фон Рекс (нем. Carl August von Rex; 23 марта 1701, Лейпциг, курфюршество Саксония — 15 сентября 1768, Замок Вакербарт, Мейсен) — саксонский министр, андреевский и александровский кавалер (1741).

## Биография
Родился в 1701 году в Лейпциге в семье главного сборщика налогов Саксонии и заместителя главного судьи Лейпцига Карла Рекса (1660–1716). Сделал успешную карьеру при дворе курфюрста Саксонии Фридриха Августа II, который был также польским королём (под именем Август III). За заслуги в 1741 году был пожалован графским титулом (в 1742 году — утверждён). В том же году был удостоен высшего русского орден Андрея Первозванного, в комплекте с которым производилось награждение орденом Александра Невского. К концу жизни Рекс имел алмазные знаки к ордену Андрея Первозванного, которые могли быть пожалованы ему тогда же в 1741 году или позднее.
Скончался в 1761 году в поместье Вакербартсруэ (также известном просто как Вакербарт).
Портрет Карла Августа фон Рекса был выполнен около 1760 года Георгом Десмаре.